# Клинтвуд (Вирџинија)
Клинтвуд (енгл. Clintwood) град је у америчкој савезној држави Вирџинија. По попису становништва из 2010. у њему је живело 1.414 становника.

## Демографија
Према попису становништва из 2010. у граду је живело 1.414 становника, што је 135 (8,7%) становника мање него 2000. године.
| Група             | 2000.         | 2010.         |
| Белци             | 1.519 (98,1%) | 1.393 (98,5%) |
| Афроамериканци    | 3 (0,2%)      | 4 (0,3%)      |
| Азијати           | 2 (0,1%)      | 2 (0,1%)      |
| Хиспаноамериканци | 8 (0,5%)      | 5 (0,4%)      |
| Укупно            | 1.549         | 1.414         |